# Adly

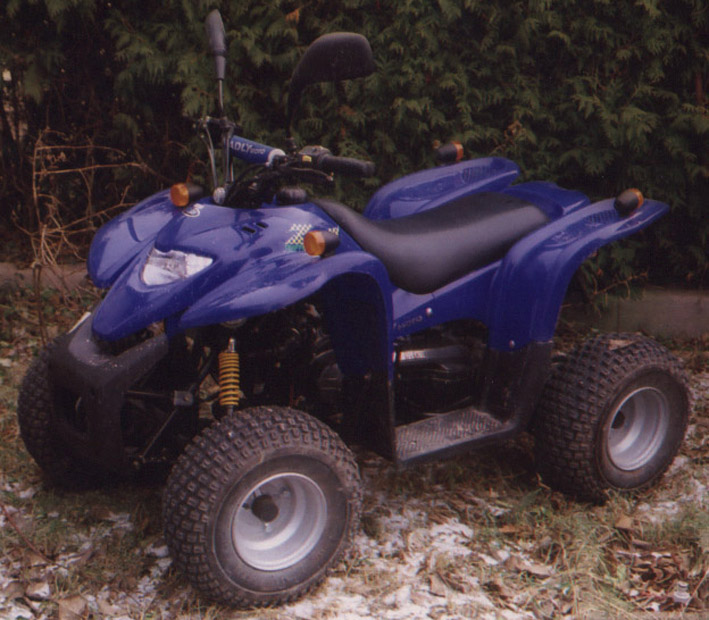
Adly Z1/50 cm³ von 2001 mit Straßenzulassung

Adly Moto ist die Marke von Her Chee Industrial Co., Ltd. (chinesisch 合騏工業, Pinyin Hé Qí Gōng Yè, seit 2002 im Freiverkehr gehandelt), einem 1978 gegründeten taiwanischen Hersteller von Mopeds, Rollern, Go-Karts und Quads mit Sitz in Yichu (chinesisch 義竹鄉), Landkreis Chiayi, Republik China auf Taiwan.
1990 betrat Her Chee als erster taiwanischer Motorroller-Hersteller den europäischen Markt. Nach eigenen Angaben ist es auch der weltweit erste Hersteller, der eine generelle EU-Straßenzulassung (nach EEC 92/61) für Jugend-Quads, also solche, die in Österreich und Deutschland schon ab dem vollendeten 16. Lebensjahr im öffentlichen Verkehr gefahren werden dürfen, erhalten hat.

## Trivia
Im Musikvideo vom Lied Airwaves des Rappers Pashanim steht ein Motorroller des Herstellers Adly im Mittelpunkt.